# Dacus senegalensis
Dacus senegalensis är en tvåvingeart som beskrevs av White och Goodger 2009. Dacus senegalensis ingår i släktet Dacus och familjen borrflugor.
Artens utbredningsområde är Senegal. Inga underarter finns listade i Catalogue of Life.